# روب واترس
روب واترس (بالإنجليزية: Rob Waters)‏ هو عازف قيثارة أمريكي، (و. القرن 20  م).